# Дальневосточные игры 1934
X Дальневосточные игры — соревнование сборных команд некоторых стран Азии. Были проведены в мае 1934 года в Маниле, Филиппины, США.
Это были последние Дальневосточные игры. 11-е по счёту должны были пройти в 1938 году в Осаке, Япония, но были отменены после начала Второй Японо-китайской войны в 1937 году.

## Участники
В соревнованиях приняли участие 4 страны:
- Голландская Ост-Индия
- Китайская республика
- Филиппины (организатор)
- Японская империя

## Виды спорта и чемпионы
| Вид спорта               | Чемпионы  |
| ------------------------ | --------- |
| Бейсбол                  | Филиппины |
| Баскетбол                | Филиппины |
| Лёгкая атлетика          | Япония    |
| Волейбол                 | ?         |
| Плавание                 | ?         |
| Теннис, одиночный разряд | Ф. Ампон  |
| Теннис, парный разряд    | ?         |
| Футбол                   | Китай     |